# Nauloque
Nauloque, Naulochus, (grec ancien : Ναύλοχος dans les écrits de Silius Italicus, Ναύλοχοι dans ceux de Suétone, Ναύλοχα dans Appien, signifiant refuge pour les navires), est une ville et port de la Sicile ancienne, au nord-est, près du cap Pélore. 
Elle est célèbre pour la bataille de Nauloque et la victoire décisive qu'y remporta l'an 36 av. J.-C. la flotte d'Agrippa sur celle de Sextus Pompée.

## Source
Cet article comprend des extraits du Dictionnaire Bouillet. Il est possible de supprimer cette indication, si le texte reflète le savoir actuel sur ce thème, si les sources sont citées, s'il satisfait aux exigences linguistiques actuelles et s'il ne contient pas de propos qui vont à l'encontre des règles de neutralité de Wikipédia.